# Рейнке, Иоганн
Иоганн Рейнке (нем. Johannes Reinke; 3 февраля 1849, Цитен, княжество Ратцебург, — 25 февраля 1931, Прец, Германия) — немецкий ботаник-альголог.

## Биография
Родился 3 февраля 1849 года в Цитене — один из десяти детей лютеранского пастора Теодора (Фридрих Юлиус) Рейнке (1817—1887) и его жены Элизабет, урождённой Кампфер (1821—1880). Его братом был анатом Фридрих Рейнке.
Первоначально изучал в Ростоке богословие, затем — ботанику, в Бонне, Берлине и Вюрцбурге. В 1873 году был назначен директором ботанического института в Гёттингене, в 1878 году был избран членом Леопольдины, в 1879 году назначен на кафедру ботаники в Гёттингенском университете. С 1882 года был членом Гёттингенской академии наук.
С 1885 года был профессором ботаники университета Христиана Альбрехта в Киле и директором ботанического сада при университете. В 1891—1892 годах был ректором университета.
С 1894 года по 1918 год был членом прусской Палаты господ. Выступил с речью 10 мая 1907 года, в которой указал на пагубное влияние эволюционной теории и дарвинизма на молодое поколение. В частности, указал на деятельность зоолога и проректора Йенского университета Эрнста Геккеля по популяризации теории эволюции. Здесь должно вмешаться государство, которое готовится к «революционному подходу». Кроме того, он видел в качестве возможного лекарства использование уроков биологии, которые в то время всё ещё были безоговорочно запрещены в школах Пруссии.
В 1921 году вышел на пенсию. Умер 25 февраля 1931 года в Преце.

## Научная деятельность
Известен своими работами по систематике, циклам развития, цитологии и физиологии бурых водорослей. Его учебник «Lehrbuch der allgemeinen Botanik» был переведён на русский язык.
С 1888 по 1892 год он опубликовал ряд статей о морских водорослях Северного и Балтийского морей; применительно к Балтийскому морю он описал несколько новых родов водорослей. Также он опубликовал работы по семействам водорослей Tilopteridaceae (1889) и Sphacelariaceae (1890).
Иоганн Рейнке был сторонником научного «нео-витализма» и критиком дарвиновской теории эволюции. Выступая против секуляризации науки, Рейнке вместе со своим другом-лютераном Эберхардом Деннертом в 1907 году основал Keplerbund («Ассоциация Кеплера»). В 1901 году он ввёл термин «теоретическая биология», чтобы отличить её от традиционной «эмпирической биологии». Рейнке попытался объяснить процесс биологических изменений с помощью концепции морфогенеза и генетической регуляции, которую он назвал теорией «Dominanten».
В его честь был назван род Reinkella семейства Роччеллиевых (лат. Roccellaceae).